# Alice Karren
Alice Karren fue una deportista francesa que compitió en esgrima, especialista en la modalidad de florete. Ganó dos medallas en el Campeonato Mundial de Esgrima en los años 1947 y 1948.

## Palmarés internacional
| Campeonato Mundial | Campeonato Mundial     | Campeonato Mundial | Campeonato Mundial  |
| Año                | Lugar                  | Medalla            | Prueba              |
| ------------------ | ---------------------- | ------------------ | ------------------- |
| 1947               | Lisboa (Portugal)      | Medalla de plata   | Florete por equipos |
| 1948               | La Haya (Países Bajos) | Medalla de bronce  | Florete por equipos |